# گرندون آندروود
گرندون آندروود (به انگلیسی: Grendon Underwood) یک محله مدنی و روستا در بریتانیا است که در الزبری ول واقع شده‌است. گرندون آندروود ۱٬۶۲۵ نفر جمعیت دارد.